# Corey Crawford
Corey Crawford (Montréal, 31 dicembre 1984) è un hockeista su ghiaccio canadese professionista che gioca nel ruolo di portiere. Dalla stagione 2005-2006 gioca nella National Hockey League con la squadra dei Chicago Blackhawks, di cui è titolare. Con Ray Emery ha vinto il William M. Jennings Trophy 2012-2013 in qualità di portieri meno battuti della lega (102 reti subite in 48 gare). Ha bissato tale risultato nella stagione 2014-2015, stavolta alla pari con Carey Price. Ha inoltre vinto le Stanley Cup 2013 e 2015.